# Тумби
Тумби (њем. Thumby) општина је у њемачкој савезној држави Шлезвиг-Холштајн. Једно је од 165 општинских средишта округа Рендсбург. Према процјени из 2010. у општини је живјело 492 становника. Посједује регионалну шифру (AGS) 1058162.

## Географски и демографски подаци
Тумби се налази у савезној држави Шлезвиг-Холштајн у округу Рендсбург. Општина се налази на надморској висини од 25 метара. Површина општине износи 27,4 km². У самом мјесту је, према процјени из 2010. године, живјело 492 становника. Просјечна густина становништва износи 18 становника/km².